# 灣子內朝天宮
灣子內朝天宮，是臺灣高雄市三民區灣仔內的廟宇，位於鼎山街650號，主奉天上聖母（媽祖）。

## 廟史
灣子內朝天宮創建於清朝乾隆中葉，奉祀天上聖母，其金尊係灣仔內本境拓者許、湯、謝三姓之先賢，由福建莆田湄洲天后宮護迎來台安奉。
道光年間曾建立小廟一座奉祀，作為境內祈安降福聖地，香火鼎盛於一時，旋以迭遭兵燹，廟宇幾乎全毀，而金身未損絲毫，更使善信虔誠朝奉日增，僉議定於每年千秋聖誕由值年爐主恭迎自宅祀奉。
戰後翌年（1946年）由善士胡錦文敬献廟地34坪，並募集境內紳商醵資增購廟埕144坪，動土興建瓦葺磚造公厝作為供奉媽祖聖殿（廟宇現址），稟奏上蒼，奉旨欽賜宮號「灣子內朝天宮」。民國75年重建成現今廟貌。

## 祀神
一樓正殿：天上聖母（從神：千里眼、順風耳）、註生娘娘、福德正神、太歲星君
二樓觀音佛祖殿：觀音佛祖（從神：善財、龍女）、十八羅漢、山神爺、土地公
三樓凌霄寶殿：玉皇上帝、三官大帝、南斗星君、北斗星君

## 外部連結
- 官方网站